# KAtomic
KAtomic é um jogo educacional de quebra-cabeça simples que faz parte do pacote de jogos kdegames que acompanha o ambiente desktop KDE. Trata-se de um clone de um videogame comercial Atomix, lançado no início dos anos 1990. Emprega uma visão bidimensional simples de uma molécula. Os elementos que compõem a molécula são desmontados em átomos separados e disseminados em torno do campo de jogo. O jogador deve remontar a molécula, completando o nível atual e movendo-se para o próximo. Está disponível em várias distribuições de Linux educacionais.

## Regras do jogo
- Pedaços do jogo podem apenas se movimentar em uma direção de cada vez.
- Uma vez que um átomo começa a se movimentar, não para até encontrar tanto uma parede ou outro pedaço.